# Гайке Густеде
Гайке Густеде (нім. Heike Nagel, 16 січня 1946) — німецька плавчиня.
Призерка Олімпійських Ігор 1968 року, учасниця 1964, 1972 років.
Призерка Чемпіонату Європи з водних видів спорту 1966, 1970 років.